# Eosphaerophoria hermosa
Eosphaerophoria hermosa är en tvåvingeart som beskrevs av Ximo Mengual 2010. Eosphaerophoria hermosa ingår i släktet Eosphaerophoria och familjen blomflugor. Inga underarter finns listade i Catalogue of Life.